# العارضة (جبلة)

تعديل مصدري - تعديل

العارضة محلة تابعة لقرية حجار الربادي، التابعة لعزلة الربادي بمديرية جبلة إحدى مديريات محافظة إب في الجمهورية اليمنية، بلغ تعداد سكانها 93 حسب تعداد اليمن لعام 2004.